# Mirakel van Stiphout
Het Mirakel van Stiphout was een miraculeuze gebeurtenis waaraan de plaats Stiphout een zekere faam als bedevaartplaats heeft verworven.

## Legende
De legende beschrijft het verhaal dat in de Sint-Trudokerk in 1342 de bliksem insloeg, waardoor de kerk in brand vloog. Een boer, Jan Baloys, liep de brandende kerk in om twee geconsacreerde hosties te redden. De pastoor, Jan Hocaerts, die zelf niet durfde, zag hoe het vuur zich splitste om de boer doorgang te verlenen.

## Genezingen
Vrij snel na deze gebeurtenis vonden wonderbaarlijke genezingen plaats van mensen die tot het Sacrament van Stiphout hadden gebeden. Aanvankelijk was dit van de pest en van koortsen, maar langzamerhand ook van vele andere kwalen, zoals doofheid, stomheid, kreupelheid en blindheid. De meeste gevallen van genezing hadden echter betrekking op "van de duivel bezetenen". Honderden van dezen genazen, een aantal echter, genazen wel maar overleden kort daarop, althans volgens getuigenissen die eind 16e eeuw door de toenmalige pastoor Van Roy werden opgetekend.
Hoe een dergelijke "behandeling" plaatsvond werd eveneens door pastoor Van Roy opgetekend:
Alsser eenen siecken compt om te proberen ende t'ondersoecken off hij beseten is off niet, wordt denselven geordonneert drye donderdaghen de plaetse te besoecken ende indien dat men daernae gemercken kan aen uuytwendige teeckenen dat denselve soude beseten syn, soo leyt men denselven in de boeten ende houdt men die op dese manieren: Tegen den sonnenonderganck sal men den personne dryemael omme de kercke leyden ende daernae te drincken geven weywater ende alsdan te bedde leggen wachtende dat den selve noch speecksel noch slaeplaeken offt iet anders in synen monde en cryge, voor ierst ende voor al denselve die ablutie van den Pastoor onder de misse genomen heeft ende den tyt van elcke boete duert negen dagen ende nachten. Ende denselve en mach niet inder tyt dat hy in de boeten leyt van de geweyde aerde gaen. Ende ist dat den patient door d'eerste boete van negen dagen niet en betert, so doen se de boete voors. wederom, oock de derde reyse. Ende noch stervender vele aff. Den patient die in de boete leyt heeft vier persoonen die hem waecken ende worden dieselve gevisiteert van den pastoor.
Soms werd een gang naar Stiphout ook als straf opgelegd. Zo moest een man, die in een vlaag van verstandsverbijstering een stoel naar zijn vrouw had geworpen met dodelijk gevolg, ter bedevaart naar Stiphout ten-eynde hem sijn vijff sinnen mochten behoet worden om in sulcken gelycken delicte nyet meer te vallen.
Ook ná de kerkbrand van 1587, waarbij het wondere tabernakel verloren ging, was er nog volop devotie. Ook in 1632 schitterde het dorp, volgens kronieken, nog door mirakelen en waren de hosties nog steeds aanwezig. Het jaar daarop echter werd de kerk geplunderd door Kroatische soldaten en zullen ook de hosties verloren zijn gegaan.
De bedevaarten gingen echter door, ook al was dit na de Vrede van Munster (1648) niet meer openlijk mogelijk. Toch werd een schilderij, dat het mirakel verbeeldde, nog in de schuurkerk opgesteld. Ook was er sprake van een soort jaarmarkt op Sacramentsdag, waarbij, aldus een verklaring van de schout uit 1758, jaerlijx op de roomsgesinde soo genaemde H. Sacramentsdag (sijnde alsdan ingelijx het van ouds soo gedoopte Stiphouts Bedevaertje) een considerabele menigte van vreemdelingen haere devotie verrichten in der rooms-gesinde kerkschuur alhier te Stiphout.

## Heden
De glas-in-loodramen in de huidige Sint-Trudokerk memoreren eveneens het mirakel van Stiphout. De volgende tekst wordt daarbij vermeld:
Als 't hemels vier dees kerk soo schrikkelijk dee blaeken
en branden dat geen mensch daar cost ontrent genaecken 
laat Jan Baloys syn ploech en met pastoors consent
haelt ongeseert uit 't vier het heylich sacrament
De scouting in Stiphout is vernoemd naar Jan Baloys en maakt gebruik van het terrein rondom de Oude Toren.
Op 18 oktober 2015 heeft burgemeester Elly Blanksma van Helmond het kunstwerk 'Het vuur van Jan Boloys' onthuld.

## Externe bron
- Meertens instituut